# John B. McClelland
John B. McClelland (1734–1782) fue un oficial en la Guerra de Independencia de los Estados Unidos. Fue capturado por nativos durante la Expedición de Crawford y torturado hasta la muerte en el pueblo Shawnee de Wakatomika, que actualmente se encuentra en el condado de Logan, Ohio, aproximadamente a mitad de camino entre West Liberty, Ohio y Zanesfield, Ohio.

## Primeros años y familia
McClelland nació en el condado de Lancaster, en la provincia de Pensilvania. Más tarde se mudó al condado de Westmoreland y tomó un terreno en el municipio de Franklin, viviendo en la parte que quedó dentro del condado de Fayette, Pensilvania, tras su organización en 1783. Se casó con Martha Dale el 12 de noviembre de 1759, y fue el fundador o cofundador de McClellandtown, en el condado de Fayette, Pensilvania. Fue padre de John McClelland (1766-1849), quien ayudó a ilustrar la naturaleza injusta de los impuestos impuestos durante la Insurrección del Whisky y quien se convirtió en oficial durante la Guerra de 1812.

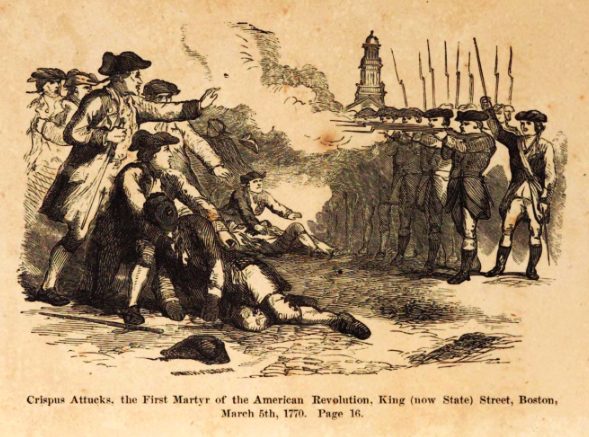
Grabado en el frontispicio de Los patriotas de color de la revolución Estadounidense.

## Revolución Estadounidense
En 1776, el Fuerte McClelland, un puesto avanzado del ejército, fue construido en un acantilado cerca del Royal Spring Park, Georgetown, Kentucky. Sin embargo, el fuerte fue abandonado en 1777 después de que los ataques indios aumentaron en frecuencia y severidad. Es posible que John B. McClelland haya estado involucrado en la topografía del terreno, o posiblemente en la construcción de una cabaña de troncos cercana. Aunque es más probable que un primo llamado John McClelland (1745–1776) fuera el responsable. Un monumento a los soldados caídos del condado de Scott durante la Revolución ahora marca el lugar.
John B. McClelland fue miembro de la comisión para la Constitución de Pensilvania de 1776, y más tarde representó al condado de Westmoreland en la Asamblea General de Pensilvania. La Convención se reunió en Filadelfia el 15 de julio de 1776 para formar una constitución y establecer un gobierno para el estado de Pensilvania. Un comité de ciudadanos prominentes se reunió en Carpenter's Hall, Filadelfia, el 15 de junio de 1776, para hacer arreglos para una convención anticipando la separación de las colonias de Gran Bretaña. Los asistentes fueron solicitados por el comité "a elegir solo a personas distinguidas por su sabiduría, integridad y firme apego a las libertades de esta provincia para actuar en la convención siguiente." En cumplimiento de esta recomendación, los delegados fueron elegidos el 5 de julio de 1776, y los ocho delegados a la convención elegidos para el condado de Westmoreland fueron John Moore, Edward Cook, James Perry, James Barr, James Smith, John Carmichael, John McClelland y Christopher Lobingier.

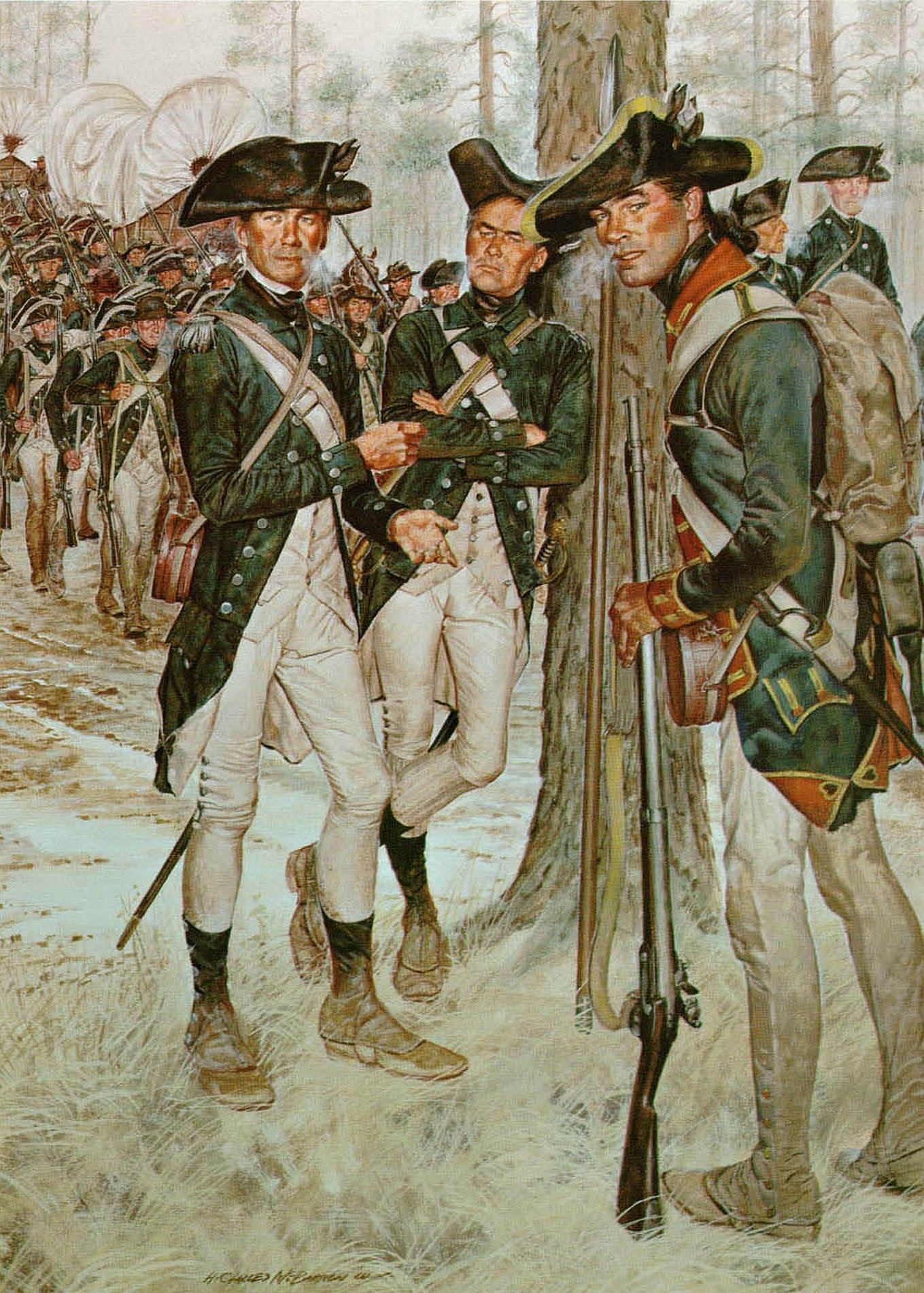
Soldados estadounidenses de 1782. Ambos oficiales visten el uniforme prescrito para las tropas de Carolina del Norte, Carolina del Sur y Georgia en octubre de 1779.

## Milicia de Westmoreland
Al comienzo de la Guerra Revolucionaria, McClelland fue nombrado miembro de un comité ciudadano para procurarse armas y municiones para la defensa de la nueva nación en apuros. El 28 de enero de 1776, un John McClelland se alistó como soldado en la compañía del Capitán James Taylor del Cuarto Batallón de Pensilvania, un regimiento del Ejército Continental; sin embargo, no parece que este fuera el John McClelland de Westmoreland, ya que la Compañía de Taylor probablemente se formó en el condado de Lancaster. Se sabe que al comienzo de la Revolución, John B. McClelland se convirtió en capitán del Primer Batallón de la Milicia de Westmoreland, en 1777 fue capitán del Segundo Batallón y el 3 de enero de 1778 fue elegido Teniente Coronel del Cuarto Batallón de la Milicia de Westmoreland. La milicia de Westmoreland sirvió principalmente en la frontera occidental de Pensilvania, excepto a principios de 1777, cuando el Primer Batallón fue desplegado en Nueva Jersey durante dos meses bajo el mando del General Washington.
Los oficiales de la Milicia de Westmoreland se reunieron el 18 de junio de 1781 en la casa del Capitán John McClelland, en Big Sewickley Creek, y por mayoría votaron para dar ayuda al General George Rogers Clark. Se resolvió proporcionar 300 hombres de la Milicia del Condado para unirse al ejército del General Clark contra los nativos de Ohio que estaban aliados con los británicos, para el beneficio inmediato de la frontera de Westmoreland; a pesar de que la verdadera intención de Clark era conquistar el puesto británico en Detroit. Aunque George Washington acordó transferir un pequeño grupo de soldados regulares para ayudar a Clark, el destacamento bajo el coronel de Westmoreland Archibald Lochry, que solo contaba con unos 100 hombres, fue derrotado en agosto de 1781 antes de que pudieran reunirse con Clark (ver Derrota de Lochry), lo que efectivamente puso fin a la campaña.

### Expedición de Crawford
Para 1782, los indios de la frontera se habían aliado con los británicos y comenzaron a atacar a los colonos. McClelland fue comisionado como Mayor y se convirtió en el tercer al mando de una expedición, dirigida por el Coronel William Crawford, destinada a poner fin a los ataques indios a los colonos en esa región. De hecho, John McClelland fue uno de los cuatro mayores elegidos para la Expedición Crawford. Los otros Mayores incluyeron a David Williamson del condado de Washington, Pensilvania, Thomas Gaddis de Westmoreland (ahora Fayette) y James Brenton también del condado de Westmoreland (ahora parte del condado de Washington, Pensilvania). Para ese momento, McClelland ciertamente no era un novato en asuntos militares, habiendo sido Teniente Coronel del Cuarto Batallón de la Milicia del Condado de Westmoreland, al que fue elegido el 3 de enero de 1778. Era un oficial valiente y eficiente, y muy respetado como ciudadano. Su elección como uno de los oficiales generales de la expedición, en Mingo Bottom (actual Mingo Junction, Ohio), fue una prueba de la confianza depositada en él por los voluntarios, con muchos de los cuales estaba personalmente familiarizado.
Al enterarse de que un destacamento británico de Detroit estaba a punto de unirse a las fuerzas indias Wyandot, y de que un gran grupo de guerreros Shawnee también había aparecido al sur, el Coronel Crawford comenzó una retirada, con el Mayor John McClelland liderando el camino. Sin embargo, el ejército voluntario pronto fue atacado por los indios Shawnee y Delaware, y sufrió gravemente. McClelland fue herido y cayó de su caballo. Llamando a John Orr, que estaba cerca, le dijo que tomara su caballo (Orr estaba a pie) y se pusiera a salvo, lo cual hizo. Orr relató posteriormente que escuchó a varios de los hombres que estaban en el conflicto decir que los jinetes en la retirada pasaron por encima de McClelland; y se creía en general que fue asesinado donde cayó. Sin embargo, no fue así. El resto de la división se desorganizó y entró en pánico, y desatendiendo las órdenes de McClelland de seguir el avance en una columna sólida, no siguieron la ruta prescrita y se enredaron en los humedales.

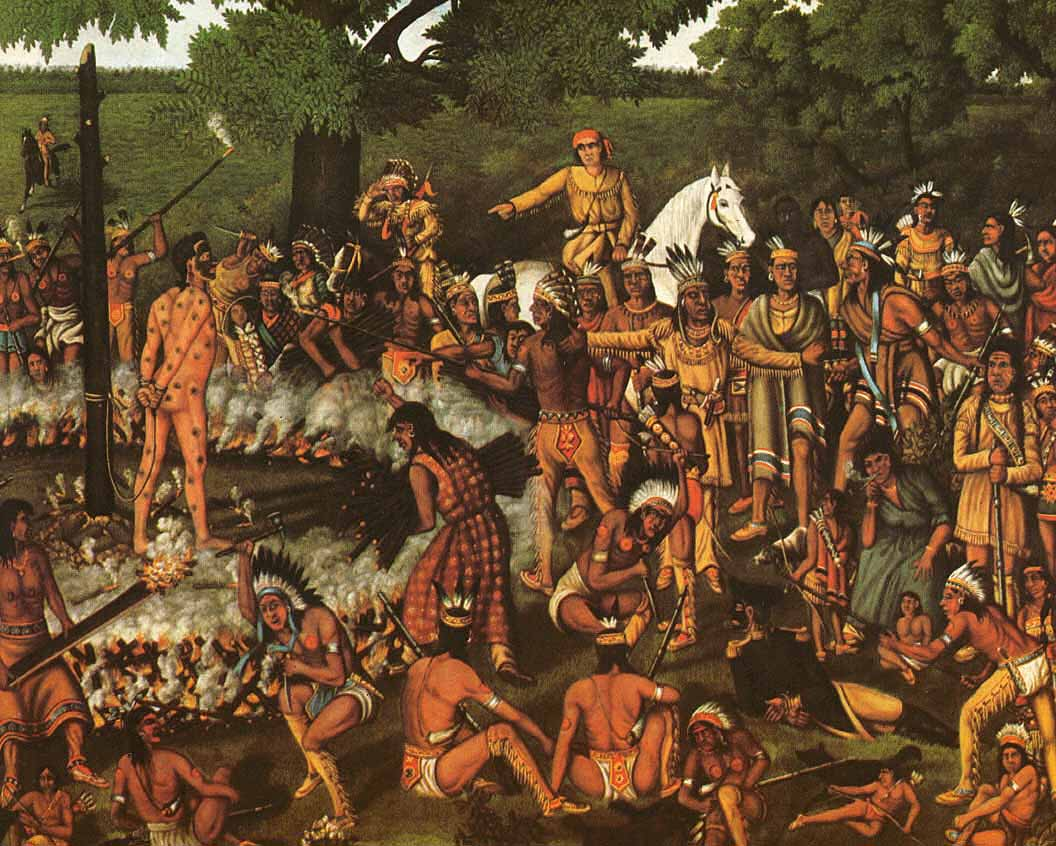
Ilustración de la ejecución de Crawford

John Slover, uno de los guías de la Expedición Crawford, vio el cuerpo de McClelland en Wapatomica. Los indios habían pintado su cuerpo de negro, lo cortaron con sus tomahawks y le quemaron agujeros con cargas de pólvora. Su cuerpo fue cruelmente mutilado; la sangre mezclada con pólvora y se volvió negra. El cuerpo de McClelland, junto con el cuerpo de William Harrison, y el cuerpo del joven William Crawford, sobrino del Coronel, fueron arrastrados aproximadamente doscientos metros fuera del pueblo. Los cadáveres fueron dados a los perros, excepto sus extremidades y cabezas, que fueron montadas en postes.
El joven William Crawford, William Harrison y el Mayor John McClelland perdieron la vida a manos de los indios Delaware y Shawnee. El Coronel Crawford fue brutalmente torturado y quemado en la hoguera. Según Fitzpatrick, los indios Shawnee fueron liderados por el Jefe Blacksnake.

## Memorial
Se ha instalado un marcador emitido por el gobierno en honor al Teniente Coronel John B. McClelland en el lugar donde están enterrados su esposa, Martha Dale McClelland (1741–1822); su hijo, John B McClelland (1766–1849); y su nuera, Rachel Orr McClelland (1770–1843), en el cementerio de la Iglesia Presbiteriana Tent (275 Tent Church Road, Uniontown, Pensilvania).